# Armadillidium albigauni
Armadillidium albigauni is een pissebed uit de familie Armadillidiidae. De wetenschappelijke naam van de soort is voor het eerst geldig gepubliceerd in 1935 door Arcangeli.